# TKO (お笑いコンビ)
TKO（ティーケーオー）は、日本の男性お笑いコンビ。松竹芸能でのデビュー後、事務所に所属せずフリーで活動している。

## メンバー
木本 武宏（きもと たけひろ、1971年5月6日 - ）（53歳）
ツッコミ担当、立ち位置は向かって左。
大阪府大東市出身、血液型A型。
大阪府立大東高等学校（現・大阪府立緑風冠高等学校）卒業、フィリップス大学日本校中退。
デビュー当初は松竹芸能に所属していたものの、2022年7月には巨額の投資トラブルを起こしたことにより退所。
身長178cm、体重73kg。BWHはそれぞれ97・88 ・96、靴サイズ27.0cm。
趣味・特技：釣り・サッカー・木工・PC映像制作。

木下 隆行（きのした たかゆき、1972年1月16日 - ）（53歳）
ボケ・ネタ作り担当、立ち位置は向かって右。
大阪府四條畷市出身（福岡県生まれ）、血液型A型。
大阪府立食品産業高等学校（現・大阪府立枚岡樟風高等学校）中退。
デビュー当初は松竹芸能に所属していたものの、2020年3月に後輩芸人へのパワハラ騒動により退所。
身長183cm、体重105kg（デビュー当時は70kg）。BWHはそれぞれ107・110・111、靴サイズ29.0cm。
趣味・特技：サーフィン・スノーボード・インターネットゲーム・知ったかぶり

## 経歴
- 2人は中学校からの友人であり、木下は別の男性と吉本興業に入ろうと約束していたがその男性はフィリピンへ行ってしまった。そんな木下に木本がローラースケート場で声をかけたところ、木下は木本とコンビを組もうと決心したという。
- 1990年10月に松竹へ入り、1990年代中期より関西を中心にライブやテレビ・ラジオ等で活躍。テレビ・ラジオでは事務所の先輩・森脇健児の番組によく出演していた。KBS京都のラジオ番組『森脇健児の青春ベジタブル』でコンビ結成後、初の出演を果たしている。
- 最初のコンビ名は『たむろ』だったが、後に2人ともイニシャルがT.K.なので、これにボクシングのT.K.O.（テクニカルノックアウト）をかけた『T・K・O』にした。その後、現在のものに改名。
- 吉本ではなく松竹に入った理由は、「吉本は層が厚すぎてチャンスがなさそう」だったから。テレビなどで木下は「尊敬する芸人は?」と聞かれると、「吉本の芸人全員」と頻繁に答えている。
- これまで何度か東京進出を試みたが何れもさまざまな理由から定着することなく、ことごとく失敗を重ねてきた。2006年は特に理由はないが[注 1]「今だ」と思い、勘を頼りにこれが最後のチャンスと決め5度目の東京進出を果たした。2009年に芸歴18年目ながら全国区で知られるようになる。
- 過去の東京進出時に出演したレギュラー番組と敗因は以下の通り。
  - 1回目(1993年) フジテレビ『新しい波』 - モテたい一心でカッコつけすぎていた。当時の木下は髪がフサフサだった（当時の不摂生が原因で現在のスタイルになった）。
  - 2回目(1995年) フジ『新品部隊』 - 他事務所の共演者（ネプチューン、ユーラシア大陸横断ヒッチハイク出発直前の猿岩石など）と仲良くなれなかった。
  - 3回目(1997年) フジ『東京Aランチ』 - 担当ディレクターのヘッドハントによる東京放送（現TBSテレビ）移籍。
  - 4回目(2003年) テレビ朝日『内村プロデュース』 - 番組終了。
  - 『東京Aランチ』は、『森田一義アワー 笑っていいとも!』の各曜日のディレクターがお気に入りの若手芸人をプロデュースし、『いいとも!』のレギュラーに登用するという企画で金曜レギュラーが内定。共演者への挨拶まで済ませていたが上記の理由でTKOのみがレギュラー取り止めとなり、また『内村プロデュース』では腕やキャリアの割に売れていないことのギャップが面白がられて呼ばれていたが、これも番組自体が終了するなど不運が重なった経緯がある。
- 2008年5月17日放送の『ザ・イロモネア』で全ジャンルステージクリア、100万円獲得。
- 2008年のキングオブコントにて決勝進出。しかしAブロック最下位、全体でも7位という結果に終わってしまう。
- 2009年9月度のS-1バトルで、初出場ながらも優勝。吉本所属の芸人以外では初の優勝者となった。
- 2010年のキングオブコントに2度目の決勝進出、1本目に「葬式」で「820点」を記録。ファーストステージを7位で折り返すがセカンドステージにて「モロゾフ後藤・ディナーショー」を披露し「916点」[注 2]を記録、総合3位となる。
- 2011年のキングオブコントには2年連続3回目の決勝進出、決勝進出時の年齢の最高齢記録及び決勝進出最多記録を樹立した。ファーストステージでは「マジシャンとアシスタント」を披露し「757点」を記録。しかしトップのロバートとの差は「185点」と開かれてしまい、昨年同様ファーストステージを7位で折り返すこととなった。セカンドステージでは「裏口入学」を制限時間4分ギリギリまで使って披露[注 3]。「877点」を記録するも結果は6位だった。
- 東京・松竹芸能新宿角座において2011年よりTKOトークライブ「戯れ言」を開催している。
- 近年は双方とも俳優業にも力を入れている。
- 2020年3月15日を以って木下が松竹を退所。これ以降2023年1月までコンビ揃っての活動は見られなくなる。
- 2022年7月23日を以って木本が松竹を退所。これによりコンビ揃って松竹芸能を退所した。
- 2023年1月23日、木本が会見を行い、木下も同席し、3年ぶりにコンビでの活動再開を発表した[1]。また2人のイニシャルと大阪を組み合わせた「TKO」の意味が『T：とにかく K：苦労してる O：おっさん』の意味となったことを冗談交じりに明かした[2]。同年2月23日に行われたエル・カブキの配信単独ライブ「世界一決定戦」で活動復帰後初めてネタを披露した[3]。ライブ出演は約4年ぶり。

## ネタ
- 主にコント。木下がとぼけた感じでボケまくる独特なコントを展開する。
- 1つのネタを作る際に、ネタ合わせをみっちり2回行っている。
- 歌などで木下が木本に合わせようとする「知ったかぶり」や、漫才で木下が打ち合わせと違う言動をするネタ[注 4]、大山ドラえもんネタをよく演じている。また、木本が作ってきたという設定の全然面白くないネタ（「タクシー」「銀行強盗」など）を一度披露し、ボケ（木下）のセリフだけ変えて面白くするというネタもやっている。
  - また、キングオブコント2010で披露した「モロゾフ後藤」をベースに2012年頃から始まった爆生レッドカーペットのコラボカーペットのコーナーにおいて、大物歌手（山本譲二、松崎しげる）とコラボしてネタを披露していた。
- ネタの合間のつなぎとして木本が肩を交互に上下させながら「ズッツッチャッチャッ」と発し、木下が続けてDJのスクラッチのまねをしながら「チキチキチー」と言うのが恒例となっている。
- かつてショートコントを演じる時は舞台に登場した際、自己紹介をラップにして歌っていた（上記のブリッジはそれの名残）。
- コントの設定として漫才師を演じるというパターンはあるが、本格的な漫才は第1回M-1グランプリへ出場した時が唯一。

## 逸話
- 半年先輩によゐこ、1年先輩にはDA-DAがおり、同学年のこの2組とは若手時代に一緒にアメリカ村で路上ライブをするなど仲がいい。
- 千原ジュニアは芸歴では先輩だが、年下であり二人ともタメ口で「ジュニア」と呼んでいる。因みに半年先輩のよゐこはジュニアのことを「ジュニアさん」と呼んでいる。(ジュニアの方がよゐこより先輩になる。)
- ココリコや土田晃之は本来は後輩にあたるが、なぜかお互い同期として接している。
- くりぃむしちゅーやカンニング竹山等はほぼ同期だが敬語で話す。
- 後輩にはオセロもいる。オセロが地方の営業に遅刻した際は2人が泣くほど叱りつけたが、後日事務所からそれについて逆に叱られた。現在は松嶋尚美（元オセロ）と、のイズ時代から交流のあるヒサダトシヒロの結婚式に共通の友人として木本が出席するなど良好な関係となっている。なお松嶋からは、後輩であるが年齢は同じという理由で「くん」付けで呼ばれている。
- 『爆笑オンエアバトル』では初出演（1999年4月3日放送）で270KBながらオンエアを果たした。これは最低オンエアKBの中でも歴代1位であり、それから番組終了まで破られなかった。なお、この時は出場12組中7組がオンエアとなるルールだった（第1回・第2回放送まで）。
- KBS京都のラジオ番組『森脇健児の青春ベジタブル』で、養成所時代にコンビ結成初めての放送出演を果たす。当時は『ベンチウォーマーズ』として、のイズなどと一緒に松竹タレント総勢11名として出演。ラジオ・コント・ジングルなどで活躍した。因みに、TKOなどベンチウォーマーズ時代の『青春ベジタブル』を制作していた福本英樹元ディレクターは、株式会社テイスティ・モーサルズを南麻布に創業し、食材のスカウト・ハンターやグルメ家として有名。
- 森田まさのりが『ヤングジャンプ』で掲載した読み切りの『柴犬』はTKOをモデルにした話だが、当時は2人が無名だったので「取材協力 松竹芸能」になった。
- 2人とも中学時代から『チェッカーズ』のファンだった。現在も藤井フミヤの大ファンであると公言している。ライブ終了後の出待ちをするなどいわゆる追っかけをしていた。コンビが徐々に露出の増え始めた頃、関係者を通じてフミヤと対面。連絡先を交換するなど天にも昇るような気持ちになった。しかしその後コンビは低迷期に入り、第一線で活躍し続けるフミヤのライブに足を運ぶことが「恥ずかしい」と感じ、ライブに行きたい気持ちを自制していた。再び転機が訪れキングオブコントやS-1バトルなどで活躍。その姿を見届けたフミヤから木下の携帯に電話が掛かってきて、励ましの言葉を掛けてくれたとのこと。
- ダウンタウンとは事務所こそ異なる（ダウンタウンは吉本）が、松竹の中ではよゐこと並んで共演の多いタレントでもあった。

## 出演

### テレビ番組

#### 過去の出演
- 爆笑オンエアバトル（NHK総合）戦績4勝6敗 最高413KB
  - 初挑戦は270KBながらオンエアを果たし(上記)、それから5連敗と不調に陥る[注 5]。2002年2月16日放送回で自己最高となる413KBでオンエアを果たし2年10ヵ月ぶりに連敗を脱出した。前回のオンエアから2年以上かかってオンエアを獲得したのは彼らが初となる。番組最後の挑戦となる2003年9月19日放送回では自身初となる連勝を果たしている。
  - 彼らの出身である大阪では、3度出場して2度オンエアを果たすも2000年6月24日放送回での大阪大会初挑戦は137KB[注 6]で10位敗退（最下位）という自己最低を記録してしまった。
  - ちなみに初挑戦で270KBながらオンエアしたネタはキングオブコント2010でも披露した「葬式」ネタであり、キングオブコント2010でこれを披露した際は1000点満点中820点という高得点を叩き出した。これにより、当番組の一般審査員とキングオブコントでは評価が全く違う形となった。
- 新しい波（フジテレビ）
- たかじん胸いっぱい（関西テレビ）
- 爆笑BOOING（関西テレビ）第4代グランドチャンピオン
- リビドーの乱（ABC）
- 森脇健児の切磋たく丸!!（ABC）
- Mars TV（フジテレビ）
- 新品部隊（フジテレビ）
- 64マリオスタジアム（テレビ東京）
- ブレイクもの!（フジテレビ）
- 上方演芸ホール（NHK大阪）
- コンビニTV TKOのおきて（KBS京都）
- 電波少年に毛が生えた 最後の聖戦（日本テレビ）木下のみ「日本ポッチャリ党」のコーナーに出演。
- 内村プロデュース（テレビ朝日）
- らくらぶR（KBS京都）前身番組の『森脇健児の「らくらぶ。」金曜日』時代
- コミュニTV 熱情放送（CATV系）木本のみ
- ほんじゃに!（関西テレビ）
- たかじんONE MAN（MBS）
- 電リク!BEATBOX!（TOKYO MX）
- パブやっちゃいなよ!（テレビ神奈川） 鈴木千登世と共演
- ガールズファイル（サンテレビ）
- フッシュ・オン・バトル（サンテレビ）
- 知っとこ!（MBSテレビ）「こどものみかた」コーナーに木下、木本が交互に出演
- お笑いDynamite!（TBS、2007年12月28日・2009年5月3日）キャッチコピーは「松竹芸能の最終兵器」
- きになるオセロ（ABC）
- よゐこのワケアリ（MBS）木本のみ
- ネプリーグ (フジテレビ)

1. 2008年2月4日 若手芸人チーム
2. 2008年8月11日 松竹芸能チーム
3. 2009年11月9日 和田軍団
4. 2010年9月27日 芸人チーム
5. 2012年3月26日 木下のみ
6. 2013年11月11日 木下のみ

- カスペ!「お笑い芸人歌がうまい王座決定戦スペシャル」（フジテレビ、2008年5月6日・8月19日）準優勝
- ゴッドタン〜The God Tongue 神の舌〜（テレビ東京、2008年10月1日・10月8日・2009年2月11日）
- ドライブ A GO!GO!（テレビ東京、2009年2月8日、11月29日）
- リンカーン（TBS、2009年4月14日・6月9日）
- アメトーーク!（テレビ朝日）
- 王様のブランチ（TBS、2009年4月18日 - 2009年7月11日）
- 厳選!いい宿ナビ（テレビ東京、2010年3月22日、8月14日、9月18日・20日ほか）
- イツザイS（テレビ東京）
- イチハチ（TBS）
- TKOの黒船☆ジャパン（テレビ神奈川など、2010年4月3日 - 9月11日）
- 爆笑レッドカーペット（フジテレビ）キャッチコピーは「お笑いテクニカルノックアウト」。

コラボカーペットにて芋洗坂係長、渡辺直美、姫ちゃん、多田健二（COWCOW）、2700、山本譲二、松崎しげると共演。
- 私の一文字（マッスル笑店制作）
- 爆笑問題の世界の日本人妻は見た!海外生活真相リポート どゆこと?異国の珍体験（MBS、2012年4月8日）
- 爆問パニックフェイス!（2010年10月 - 2011年3月、TBS） レギュラー
- 奇跡ゲッター ブットバース!!（2010年11月 - 2011年7月、TBS） レギュラー
- 爆笑 大日本アカン警察（フジテレビ）※不定期出演
- 爆笑そっくりものまね紅白歌合戦スペシャル（フジテレビ、2009年4月7日 - 2013年4月12日）
- モテモテかんぱにーR25（2013年4月 - 2015年9月、関西テレビ）
- ユニバーサル・スタジオ・ジャパンでTKOシリーズ（J:COMチャンネルほか）※2020年より番組名が改題され、木本のみレギュラー出演を続投している。
- Rの法則（NHK Eテレ）同番組内のコーナー「学校あるあるコント」を中心に不定期で出演。
- アッコにおまかせ!（TBS）※準レギュラー
- タモリ倶楽部（テレビ朝日）不定期出演 - 木本は進行役が多い。
- VS嵐（フジテレビ） - 同番組に木下は14回、木本は12回出演している[注 7]。

1. 2008年12月13日 ゲストチーム
2. 2009年10月29日 中堅芸人チーム
3. 2013年1月24日 嵐チーム プラスワンゲスト
4. 2013年5月9日 チームキンタロー
5. 2014年1月23日 嵐チーム プラスワンゲスト
6. 2014年12月4日 嵐チーム プラスワンゲスト
7. 2016年5月19日 嵐チーム プラスワンゲスト
8. 2017年4月20日 嵐チーム プラスワンゲスト

- まちイチ nice to people（CBCテレビ）- 木本が不定期で出演

### テレビドラマ
- ほんとにあった怖い話 夏の特別編2011「悪夢の十三日」（フジテレビ、2011年9月3日）
- 昼のセント酒 第2話（テレビ東京、2016年4月16日）
- 侠飯〜おとこめし〜（テレビ東京、2016年7月 - 9月）

### CM
- メルカリ -「所さんお届けモノです!」内CM、新井恵理那と共演
  - 入門編 (2017年11月12日、19日)
  - 大掃除編 (2017年12月3日 -)
  - 季節モノ編(スノーボード) (2018年2月4日 - 25日)
  - 新生活編 (2018年3月3日 - 25日)
  - お買い物編 (2018年4月1日 - 29日)
  - お買い物編(2) (2018年5月6日 - 27日)
  - お買い物編(3) (2018年6月3日 - 24日)
  - お買い物編(4) (2018年7月1日 - 15日)
  - お買い物編(5) (2018年7月22日、29日)
  - お買い物編(6) (2018年8月5日 - 26日)
  - お買い物編(7) (2018年9月2日 - 30日)
  - お買い物編(8・冬のソナタ) (2018年10月7日 - 28日)
  - お買い物編(9) (2018年11月4日 - 終了)

### ラジオ放送
- MBSヤングタウン月曜日（MBSラジオ）
- MBSミッドナイトドライブ（MBSラジオ、2001年10月 - 2002年3月）
- 青春ベジタブル（KBS京都ラジオ）
- 走れサンガ 目指せJ（KBS京都ラジオ）
- ハイヤングKYOTO（KBS京都ラジオ）
- ハイスクールGO太!!（ラジオ関西）
- ぶっちゃけTALK RADIO ギリ☆モザ（OBCラジオ、ラジオ日本、2009年6月 - 2010年4月）
- まだまだゴチャ・まぜっ!〜集まれヤンヤン〜（MBSラジオ、2009年4月11日 - 2011年4月9日。レギュラー降板後も2012年1月まで不定期に出演 ）
- ザ・ヒットスタジオ〜レッツゴーヤンヤン〜(MBSラジオ、2011年10月29日 - 2014年3月29日)
- ちょこっとやってまーす!（2014年4月5日 - 2017年4月2日、MBSラジオ）

### インターネット放送
- トークも結構おおざっぱ!（GyaOジョッキー、2008年3月5日 - 2009年8月26日）共演:あびる優
- P-Sports〜目指せ、ポケモンバトルマスター!〜（2018年1月24日 - 6月9日、AbemaTV ウルトラゲームス）[4] - 配信回によっては片方のみの出演。

### 映画
- サウスパーク/無修正映画版（2000年）※声の出演
- 蟹工船（2009年）

### Web
- TKOインタビューモッテコ書店 （2009年9月11日）

## 著書
- 転落（2023年4月19日、幻冬舎、ISBN 978-4344041134） - 浜口倫太郎との共著[5]